# صوت‌شناسی غیرفعال
صوت‌شناسی غیرفعال به شنیدن صداها (بیشتر در بسامدهای ویژه) با هدف بررسی آن صدا گفته می‌شود.
در مورد صوت‌شناسی زیر آب که «صوت‌شناسی آبی» یا «سونار» گفته می‌شود می‌توان از صوت‌شناسی غیرفعال برای شناسایی انفجار، زمین‌لرزه، فوران آتشفشانی، صداهای ایجاد شده توسط ماهیها و دیگر جانوران، کنش‌های کشتی‌ها، یا ابزار شنایی آبی مانند (صوت‌شناسی شیلات) استفاده کرد.